# Kentrocapros flavofasciatus
Kentrocapros flavofasciatus is een straalvinnige vis uit de familie van de doosvissen (Aracanidae). De wetenschappelijke naam van de soort is, als Aracana flavofasciata, voor het eerst geldig gepubliceerd in 1938 door Toshiji Kamohara.

## Type
- typelocatie: Urado, Kochi, Japan
- holotype: verloren gegaan in 1945
- neotype: BSKU 3692, Oshima, Ehime Pref., Japan, aangewezen door Kamohara in 1961 maar niet in een revisie, en daarom ongeldig.